# Sharon Watts
Sharon Anne Watt (apellido de soltera; Mitchell, previamente Rickman , Beale) es un personaje ficticio de la serie de televisión EastEnders, interpretada por la actriz Letitia Dean del 19 de febrero de 1985 hasta 1995, Letitia interpretó de nuevo a Sharon en mayo del 2001 hasta el 13 de enero de 2006. Letitia regresó nuevamente a la serie el 13 de agosto de 2012 y desde entonces aparece.

## Antecedentes
Sharon es hija de Carol y Gary Stretton, sin embargo la dio en adopción y a los 3 años Sharon fue adoptada por Den y Angie Watts. 

## Biografía
En agosto del 2012 Sharon deja a su prometido John Hewland el día de la boda. Molesto le dice a Sharon que la salvó de la miseria y que revelaría su secreto, poco después ese mismo día para vengarse de ella John junto a su hermana Nina secuestran a su hijo Dennis "Denny" Rickman, Sharon regresa a Walford para pedirle a su exnovio Phil Mitchell que la ayudara a rescatarlo y este acepta, Phil lo rescata y lo lleva con Sharon. Más tarde Sharon regresa nuevamente a Walford y se topa con Jack Branning con quien tiene relaciones; con poco dinero y sin lugar donde ir Phil le ofrece trabajo a Sharon como la nueva gerente del club "R&R" y ella acepta y luego decide mudarse a Walford con Denny. 
Poco después Sharon comienza a salir con Jack y aunque al inicio tienen un difícil comienza luego se hace muy buena amiga de Tanya Cross.
El 30 de octubre del 2015 se reveló que Gavin Sullivan era el padre biológico de Sharon.